# Franziska Eichstädt-Bohlig
Franziska Eichstädt-Bohlig geb. Bohlig (* 10. September 1941 in Dresden) ist deutsche Politikerin (Grüne). Sie war von 2006 bis 2009 Fraktionsvorsitzende von Bündnis 90/Die Grünen im Berliner Abgeordnetenhaus.

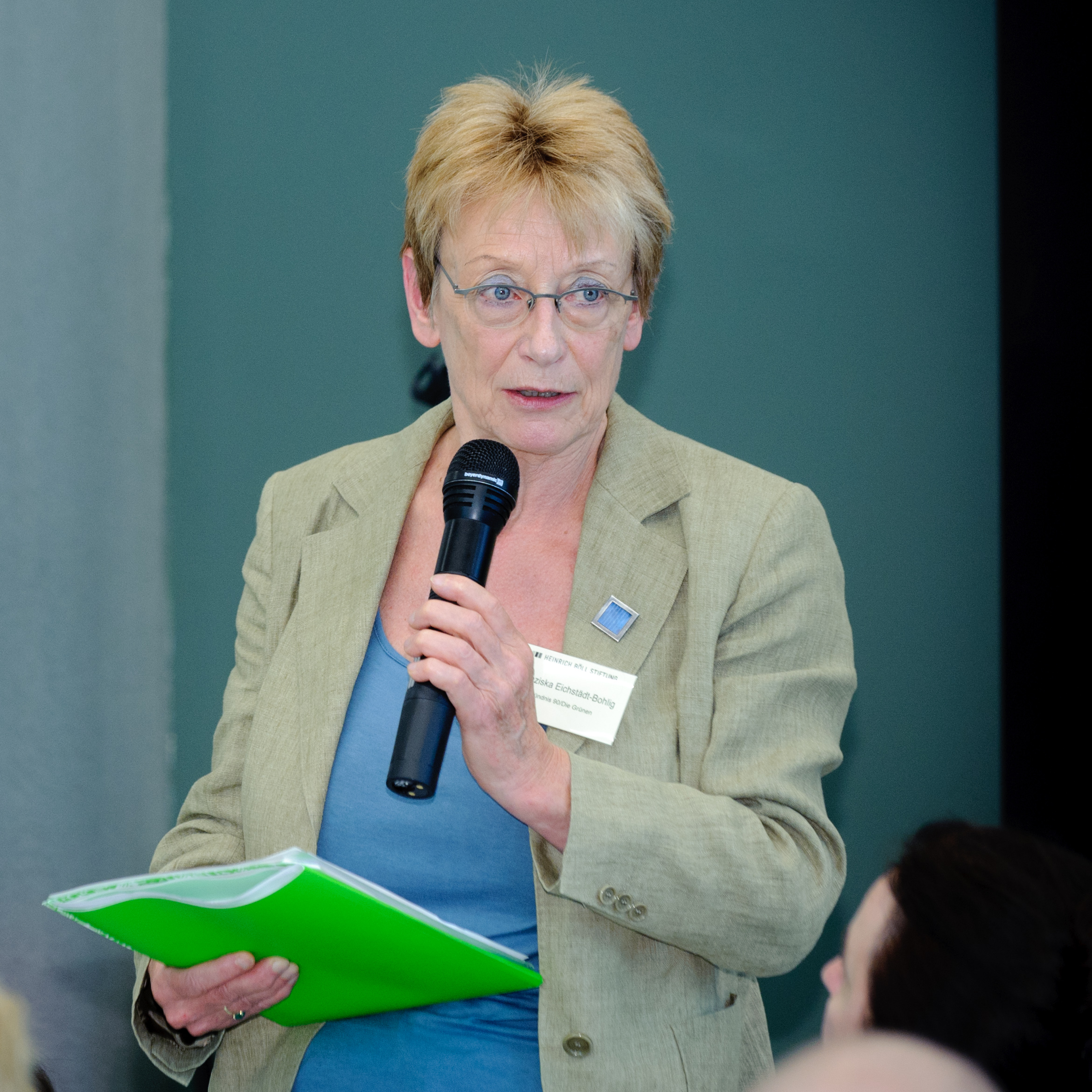
Franziska Eichstädt-Bohlig (2011)

## Leben und Beruf
Eichstädt-Bohlig besuchte die Schule in Bayern und Nordrhein-Westfalen und erlangte ihr Abitur in Unna. Sie studierte Architektur und Städtebau in Hannover und Berlin (Abschluss als Diplom-Ingenieurin) und war seit 1969 als Architektin und Stadtplanerin tätig. 1983 bis 1994 war sie mit Unterbrechung (1988–1990) Geschäftsführerin des Sanierungsträgers STATTBAU in Berlin. 1989 auf 1990 arbeitete sie als parteilose Baustadträtin in Berlin-Kreuzberg. Seit 1993 ist Eichstädt-Bohlig Mitglied von Bündnis 90/Die Grünen. Franziska Eichstädt-Bohlig ist Mitglied im Kuratorium der Stiftung Denkmal für die ermordeten Juden Europas und Mitglied im Beirat der Bundesstiftung Baukultur.

## Abgeordnete
Von Herbst 1994 bis zur Bundestagswahl 2005 war sie Bundestagsabgeordnete. Sie wurde jeweils über die Landesliste Berlin gewählt.
Für die Berlinwahl am 17. September 2006 wurde sie zur Spitzenkandidatin der Grünen nominiert und im Anschluss in das Berliner Abgeordnetenhaus gewählt. Dort wurde sie zunächst zur Fraktionsvorsitzenden gewählt, jedoch gab sie dieses Amt im Oktober 2009 aus Altersgründen an ihre Kollegin Ramona Pop ab. Im Abgeordnetenhaus gehört sie dem Ausschuss für Europa- und Bundesangelegenheiten, Medien, Berlin-Brandenburg und dem Ausschuss für Stadtentwicklung und Verkehr an. 2011 schied sie aus dem Abgeordnetenhaus aus. 2012 wurde sie zu einer der Stadtältesten von Berlin berufen.